# Guaporé (Rio Grande do Sul)
Guaporé is een gemeente in de Braziliaanse deelstaat Rio Grande do Sul. De gemeente telt 22.589 inwoners (schatting 2009).

## Aangrenzende gemeenten
De gemeente grenst aan Anta Gorda, Arvorezinha, Dois Lajeados, Fagundes Varela, Nova Bassano, Serafina Corrêa, União da Serra en Vista Alegre do Prata.

## Geboren
- Renato Portaluppi (1962), voetballer en voetbaltrainer

## Galerij

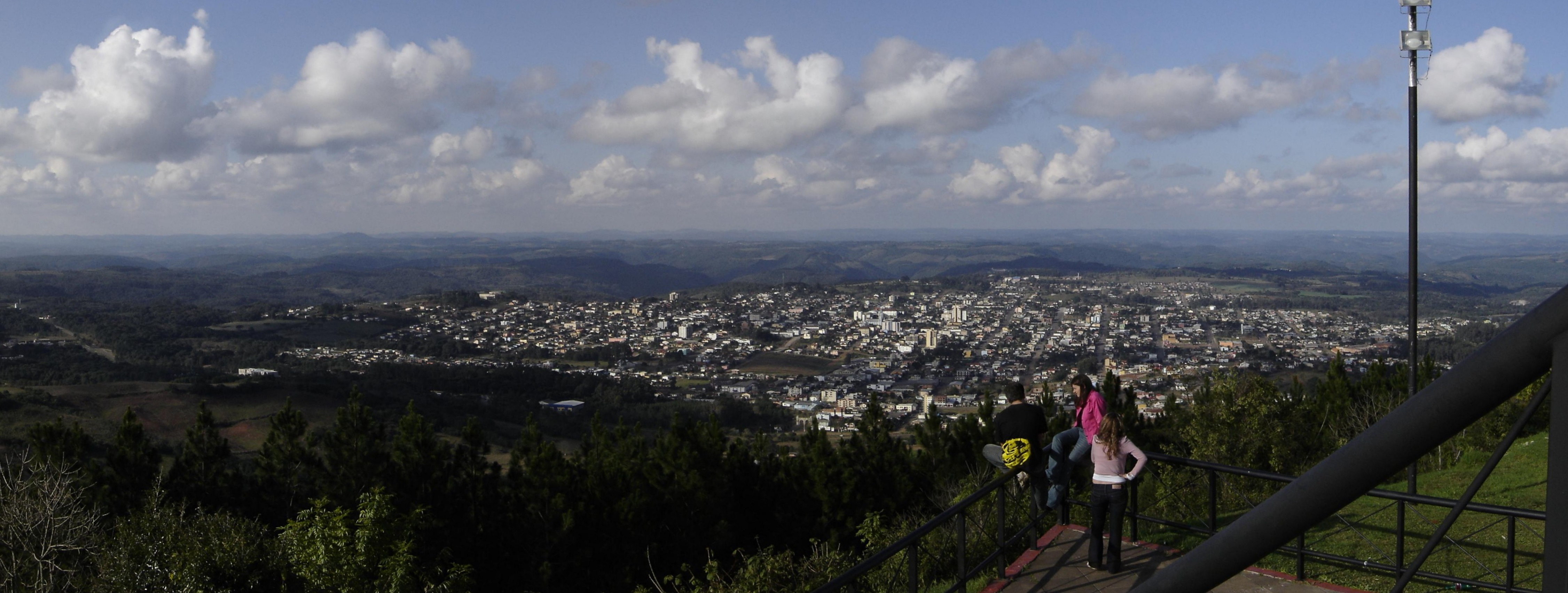
Uitzicht over een deel van Cristo, gemeente Guaporé